# Cirsium coryletorum
Cirsium coryletorum là một loài thực vật có hoa trong họ Cúc. Loài này được Komarov mô tả khoa học đầu tiên năm 1916.